# Isabel Oyarzábal

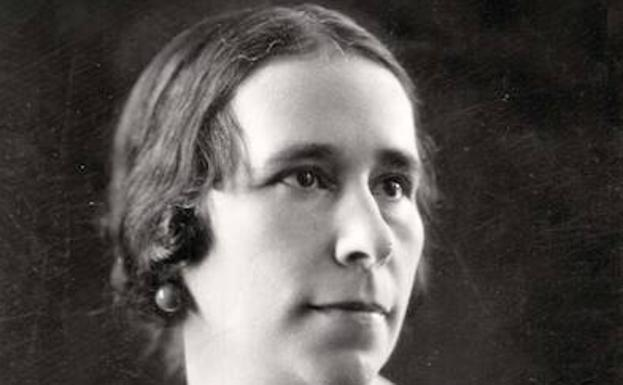
Isabel Oyarzábal

Isabel Oyarzábal Smith (* 12. Juni 1878 in Málaga; † 28. Mai 1974 in Mexiko-Stadt) war eine spanische Übersetzerin, Journalistin, Schriftstellerin, Frauenrechtlerin und Diplomatin.

## Leben
Sie war die dritte Tochter aus der Ehe zwischen Juan Oyarzábal Bucelli (1835–1903) aus Málaga, baskischer Herkunft, und Ana Smith-Guthrie (1846–1930) aus Schottland, die insgesamt vier Töchter und drei Söhne hatten. Sie stammte aus einer bürgerlichen Familie, was ihr ein wohlhabendes Leben und eine gründliche intellektuelle Ausbildung ermöglichte. Sie begann ihre Ausbildung am Colegio la Asunción und wurde katholisch erzogen.
Im Jahr 1905 verließ sie Málaga und zog nach Madrid, um als Theaterschauspielerin unter der Leitung von María Tubau und Ceferino Palencia zu arbeiten. Unter dem Künstlernamen „Isabel Aranguren“ debütierte sie in Palencias Repertoirestück Pepita Tudó und gehörte bis Ende 1906 zum Ensemble.
Dank dieser Arbeit lernte sie Palencias Sohn Ceferino Palencia Álvarez-Tubau kennen, einen Rechtsanwalt, Maler und Diplomaten, den sie am 6. Juli 1909 heiratete und mit dem sie zwei Kinder hatte: Ceferino (1910) und María Isabel (1914).
Ihre Zweisprachigkeit ermöglichte es Oyarzábal, als Spanischlehrerin in Sussex, England, zu arbeiten, als Korrespondentin für englische Zeitschriften wie das Laffan News Bureau und die Zeitung The Standard tätig zu sein, literarische Werke wie Silas Marner von George Eliot zu übersetzen und als Dolmetscherin für Organisationen wie das International Statistical Institute zu arbeiten.
1907 gründete sie zusammen mit ihrer Schwester Ana und ihrer Freundin Raimunda Avecilla die erste reine Frauenzeitschrift in Spanien: La Dama y La Vida Ilustrada, die vier Jahre lang Bestand hatte. Nach dieser ersten Erfahrung begann Oyarzábal eine journalistische Laufbahn und arbeitete für diverse Zeitschriften und Zeitungen der nationalen Presse, wie Blanco y Negro, El Heraldo, Nuevo Mundo, La Esfera, El Sol, La Voz de Madrid und Cosmópolis, um nur einige zu nennen. Ihre Artikel befassten sich mit zahlreichen Themen, vor allem mit der Rolle der Frau in der Gesellschaft, der Durchsetzung ihrer Rechte (insbesondere des Wahlrechts) und sozialen Fragen wie dem Zustand des spanischen Gesundheits- und Bildungswesens. Sie unterzeichnete ihre Werke gewöhnlich mit den Pseudonymen „Beatriz Galindo“ oder als „Isabel de Palencia“ oder „Isabel O. de Palencia“.
Von 1918 bis 1920 schrieb sie Theaterkritiken in der Zeitung El Sol.  In einem Kammertheater unter der Leitung von Cipriano Rivas Cherif wurde am Abend des 20. März 1926 das von Oyarzábal geschriebenes Stück Diálogo con el dolor („Dialog mit dem Schmerz“) uraufgeführt.
Sie hielt zahlreiche Vorträge in Spanien und im Ausland, die zwei grundlegenden Themen gewidmet waren: der spanischen Kultur und deren Verbesserung sowie der Verteidigung der Rechte der Frauen und der Unterprivilegierten.
Auf politischer Ebene bekleidete sie verschiedene Ämter in der Zweiten Spanischen Republik.
Seit 1931 gehörte sie der PSOE und der UGT an und kandidierte 1933 als sozialistische Kandidatin für die verfassungsgebenden Cortes, errang jedoch keinen Sitz. Im selben Jahr wurde sie die erste Arbeitsinspektorin in Spanien. Luis Araquistaín, Botschafter der Republik, schlug sie als technische Beraterin der Regierungsdelegation bei der 15. und 16. Konferenz der Internationalen Arbeitsorganisation (ILO) vor, die 1931 und 1932 in Genf stattfand.
Sie war Vertreterin des Landes beim Völkerbund (1933), wo sie als einzige Frau in der Kommission zur Umsetzung des Sklavereiabkommens saß, und spanische Botschafterin in Schweden und später in Finnland (1936–1939), als erste spanische Botschafterin.
1935 wurde sie Mitglied des Ateneo de Madrid, in dessen Register sie als Schriftstellerin geführt wird. Im selben Jahr wurde sie als Delegierte der UGT zur Teilnahme an der XIX. internationalen Konferenz der IAO ernannt. Sie nahm als „Arbeiterdelegierte“ teil, weil sie gegen die konservative Regierung der Confederación Española de Derechas Autónomas (CEDA) war.
Bei Ausbruch des Spanischen Bürgerkriegs absolvierte sie eine 53-tägige Vortragsreise durch 42 Städte in den Vereinigten Staaten und Kanada, um für die Republik zu werben. In New York City lockte sie um die 25.000 Menschen in den Madison Square Garden. Nach dem Ende des Bürgerkriegs ging sie 1939 mit ihrer Familie ins Exil nach Mexiko, wo sie bis zu ihrem Tod 1974 in Mexiko-Stadt lebte und weiter schrieb.
Ihr literarisches Werk umfasst Kurzgeschichten, volkstümliche Bücher, Biografien, Theaterstücke und Romane. Darüber hinaus gelangten dank ihrer Arbeit als Übersetzerin zahlreiche englischsprachige Werke nach Spanien, neben Eliot unter anderem von Henry Irving, Jane Austen und Conan Doyle. 1940 veröffentlichte ein amerikanischer Verlag ihre in englischer Sprache verfassten Memoiren. Auf Spanisch erschienen sie unter dem Titel Hambre de libertad. Memorias de una embajadora republicana erst 2011.

## Engagement für Frauen und Soziales
Oyarzábals Einsatz für die Rechte von Frauen wurde sicher durch den Kontakt mit britischen Feministinnen wie Eunice Murray und Charlotte Despard geprägt. Sie setzte sich dafür ein, dass die Gesellschaft die Rolle der Frau, ihre Rechte und Freiheiten, ihre Intelligenz und ihre Arbeitsfähigkeit anerkenne.
Oyarzábal war Mitglied in diversen Vereinigungen wie der Asociación Nacional de Mujeres Españolas (ANME), deren Vorsitzende sie schließlich wurde, dem Consejo Supremo Feminista de España, der Liga Femenina Española por la Paz y la Libertad, der Agrupación Femenina Socialista oder im nationalen Komitee der Asociación de Mujeres Antifascistas.
1926 war Oyarzábal mit vielen anderen spanischen Feministinnen wie María de Maeztu, Victoria Kent oder Zenobia Camprubí, Mitbegründerin und Vizepräsidentin des Lyceum Club Femenino. Der Lyceum Club Femenino sollte den kollektiven Geist von Frauen fördern und auch verheirateten Frauen offen stehen. Er wurde mit hundertfünfzig Mitgliedern aller Richtungen gegründet. Nach internationalem Vorbild gab es Abteilungen für Literatur, Wissenschaft, bildende und industrielle Kunst, Soziales, Musik und Internationales. Maeztu organisierte Kurse, Vorträge, Konzerte und Ausstellungen von Intellektuellen, Wissenschaftlern und in- und ausländischen Künstlern.
Zusammen mit anderen wie Clara Campoamor, María de Maeztu, Carmen de Burgos und Margarita Nelken war sie eine glühende Verfechterin des Frauenwahlrechts. Mit weiteren Mitgliedern der ANME wie Julia Peguero Sanz und Benita Asas forderte sie 1923 von Miguel Primo de Rivera persönlich das Frauenwahlrecht ein.

## Nachleben

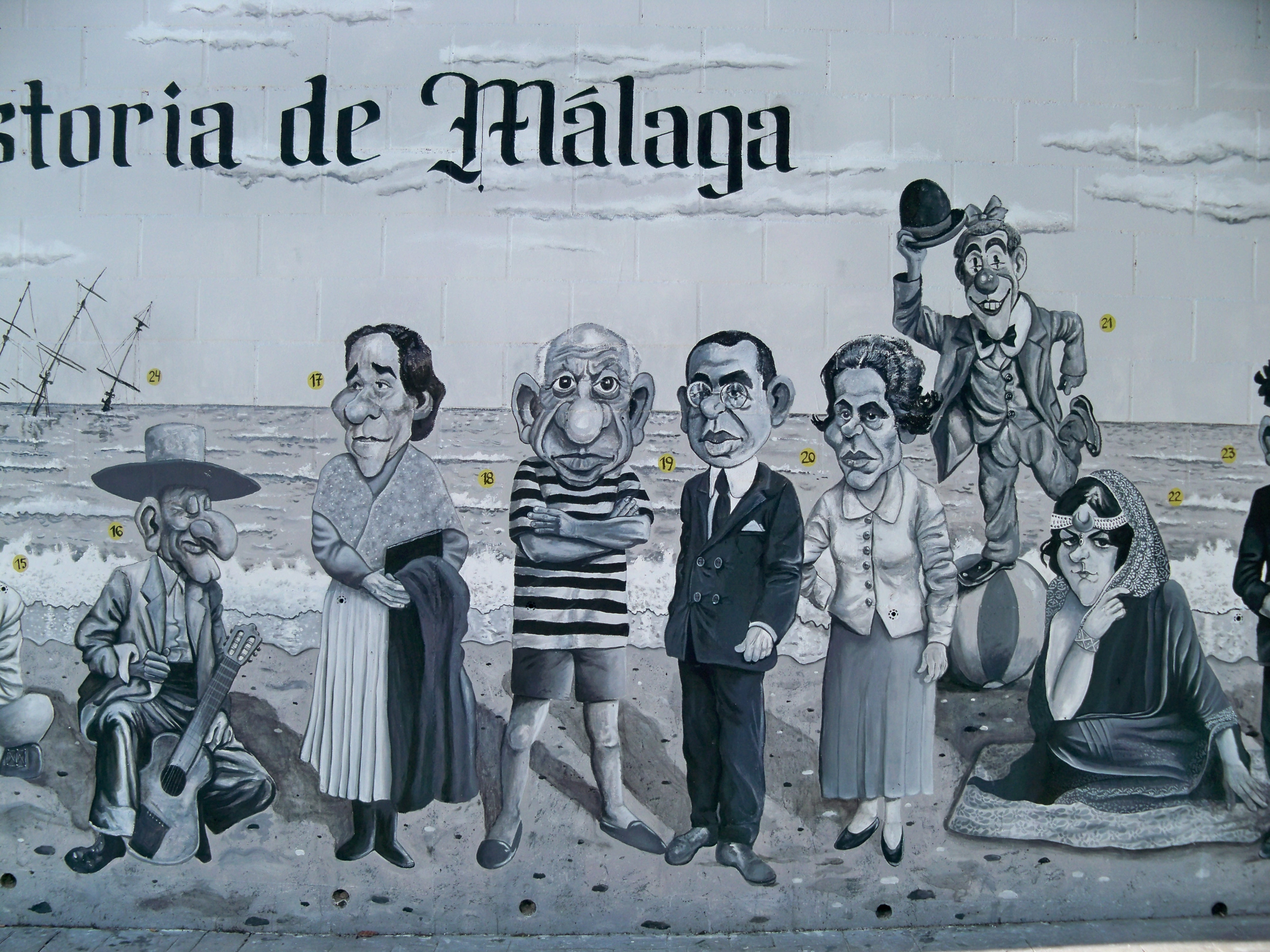
Oyarzábal, als Karikatur auf einem Wandgemälde von Ángel Idígoras in Málaga, zusammen mit anderen Persönlichkeiten aus der Geschichte der Stadt

Im Jahr 2013 verlieh das Seminar für Frauenstudien der Universität Málaga den XXIII. Victoria-Kent-Forschungspreis für die Biografie über Oyarzábal mit dem Titel Isabel de Palencia. Diplomacia, periodismo y militancia al servicio de la República, verfasst von Matilde Eiroa San Francisco.
2017 brachte die Theaterregisseurin Blanca Baltés das Stück Beatriz Galindo en Estocolmo auf die Bühne des Theaters María Guerrero, in dem Oyarzábal als Repräsentantin eines goldenen Zeitalters der weiblichen Intellektualität Spaniens in den ersten Jahrzehnten des 20. Jahrhunderts darstellte.
Im Juli 2018 brachten der Verein Herstóricas. Historia, Mujeres y Género und das Kollektiv Autoras de Cómic im Rahmen eines Kultur- und Bildungsprojekts, um den historischen Beitrag von Frauen in der Gesellschaft sichtbar zu machen und über ihre Nichtbeachtung zu reflektieren, ein Kartenspiel heraus, in dem eine der Karten Oyarzábal gewidmet ist.
Im Jahr 2023 schuf der Künstler Ángel Idígoras in Málaga ein Wandgemälde, das siebenunddreißig berühmten Malagueños gewidmet ist, darunter Oyarzábal.

## Werke (Auswahl)
- El alma del niño. Ensayos de psicología infantil, V. H. Sanz Calleja, Madrid 1921.
- El sembrador sembró la semilla, Rivadeneyra, Madrid 1923.
- El traje regional en España. Su importancia como expresión primitiva de los ideales estéticos del país, Voluntad, Madrid 1926.
- I must have liberty, Longmans, Green & Co., New York City 1940.
- Juan, son of the fisherman, Longmans, Green & Co., New York City 1940.
- Saint Anthony´s pig, Longmans, Green & Co., New York City 1940.
- Diálogos con el dolor. Ensayos dramáticos y un cuento, Editorial Leyenda, Colección Atalaya, Mexiko-Stadt 1944.
- Smouldering Freedom: The Story of Spanish Republicans in Exile,  Longmans, Green & Co., New York City 1945.
- Alexandra Kollontay: Ambassadress from Russia, Longmans, Green & Co., New York City 1947.
- Del diario comer. Cocina hogareña, Editorial Patria Mexiko-Stadt 1951.
- En mi hambre mando yo, Libro Mex Editores Mexiko-Stadt 1959.

Übersetzungen
- Henry Irving: El teatro tal cual es y el arte de representar, R. Velasco, Madrid 1905.
- Havelock Ellis: Estudios de psicología sexual, Ed. Reus, Madrid 1913.
- George Eliot: Silas Marner, Calpe, Madrid 1919.
- Arthur Conan Doyle: La nueva revelación, Ed. Pueyo, Madrid 1920.
- Jane Austen: La abadía de Northanger, Tip. Renovación, Madrid 1921.
- Rhoda Broughton: Como las flores: novela, Rivadeneyra, Madrid 1922.
- Edvard Westermarck: Historia del matrimonio, Ed. España, Madrid 1932.
- Guy de Maupassant: El buen mozo, Ed. Leyenda, Mexiko-Stadt 1945.

Oyarzábal hinterließ zudem eine Vielzahl nicht edierter Werke und Entwürfe.